# Jaume Bertranpetit i Busquets
Jaume Bertranpetit i Busquets (Camprodon, 29 de febrer de 1952) és un biòleg, antropòleg i catedràtic català. És membre de la secció de Ciències Biològiques, especialitat en antropologia biològica, de l'Institut d'Estudis Catalans des del 1994.

## Biografia
És doctor en biologia per la Universitat de Barcelona i catedràtic d'Antropologia a la Facultat de Ciències de la Salut i de la Vida de la Universitat Pompeu Fabra (UPF). Ha estat fundador de la Unitat de Biologia Evolutiva del Departament de Ciències Experimentals i de la Salut de la UPF; degà dels nous estudis de biologia (1998-1999), i vicerector de Política Científica de la UPF (1999-2001). Especialista en genètica de les poblacions humanes, ha investigat la variació en el genoma humà i la manera com aquesta informació pot permetre reconstruir l'origen i la història de les poblacions. També treballa en evolució molecular i genòmica comparativa.
Ha publicat més de dos-cents seixanta articles científics; ha dut a terme diversos projectes de recerca i ha col·laborat en exposicions científiques com «Darwin: 100 anys», «L'arqueologia a Catalunya, avui» o «Institut d'Estudis Catalans (1907-1997), 90 anys». Ha estat membre de la Junta Directiva de l'Institut Català d'Antropologia; director del Centro Nacional de Genotipado (1994-2010), i, des del 2007, és director de la Institució Catalana de Recerca i Estudis Avançats. Ha rebut la Medalla Narcís Monturiol al mèrit científic i tecnològic de la Generalitat de Catalunya (2015).
Membre actiu de diverses organitzacions científiques nacionals i internacionals, ha estat director del Centre Nacional del Genotipat (CEGEN) i va ser el director d'ICREA (Institució Catalana per a la Recerca i Estudis Avançats) des del 2007 fins al 2016.

## Publicacions
- Allò que Darwin no sabia: gens i evolució humana dins Debats de recerca (4ts : 2009 : Andorra) Recull de conferències 2009 : 200 anys del naixement de Darwin i 150 de "L'origen de les espècies". Societat Andorrana de Ciències, 2011 ISBN 978-84-9965-058-6 (IEC) ; 978-99920-61-10-7 (SAC)
- Viatge als orígens: una història biològica de l'espècie humana Jaume Bertranpetit, Cristina Junyent. Alzira : Bromera: Universitat de València, 2000. ISBN 8476603738 Obra reconeguda amb el Premi Europeu de Divulgació Científica Estudi General.[3]